# Développement agricole
 (avril 2008).
Si vous disposez d'ouvrages ou d'articles de référence ou si vous connaissez des sites web de qualité traitant du thème abordé ici, merci de compléter l'article en donnant les références utiles à sa vérifiabilité et en les liant à la section « Notes et références ».
 (avril 2008).

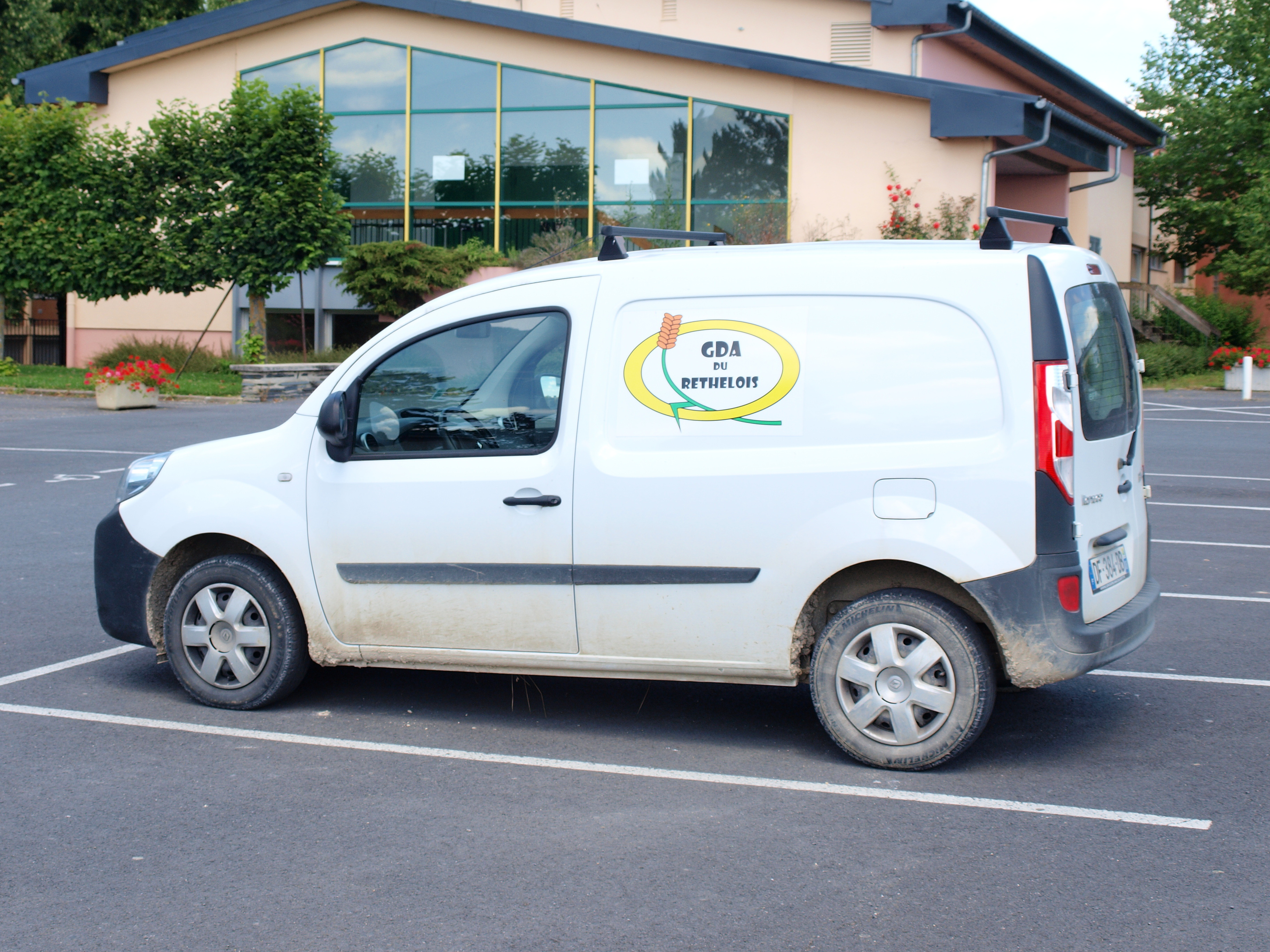
Véhicule du Groupements d'Études et de Développement Agricole de Rethel.

Le développement agricole est un processus général de transformation de l'agriculture, dans les différentes régions du monde et à différentes époques de l'histoire (voir histoire de l'agriculture). Ces transformations de l'agriculture peuvent être orientées par des politiques publiques, appelées politiques de développement agricole, ou par l'intervention de différents types d'acteurs (ONG, bailleurs de fonds internationaux), qui financent et mettent en place des projets de développement agricole, qui sont des interventions ponctuelles, destinées à orienter le développement agricole dans un sens voulu. Par abus de langage, on appelle généralement « développement agricole » l'ensemble des politiques publiques et des projets destinés à infléchir le développement agricole.

## Les projets de développement agricole
Les projets de développement agricole sont des interventions, limitées dans le temps et l'espace, qui visent à améliorer l'agriculture d'une zone dans le sens de l'intérêt collectif. Cet intérêt collectif est difficile à définir, mais parmi les différents objectifs possibles d'un projet de développement agricole, on peut citer l'augmentation de la valeur ajoutée créée par l'agriculture (en augmentant les prix de vente et/ou en réduisant la valeur des consommations intermédiaires des produits agricoles vendus), la sécurité alimentaire d'une zone, l'augmentation de la productivité du travail agricole (par l'utilisation du progrès technique), l'obtention d'un revenu monétaire pour une certaine population, l'amélioration de l'impact environnemental de l'agriculture... Cela se traduit par des interventions diverses : projet public d'irrigation, création d'une coopérative d'achat/vente, expérimentation de l'introduction d'une nouvelle technique ou variété de plante puis conseil technique pour répandre cette innovation, microcrédit pour l'achat de moyens de production agricoles, promotion du commerce équitable, par exemple. Ces interventions peuvent être mise en place et financées par une variété d'acteurs : état, ONG, organisme de développement international, bailleur de fonds (une banque, par exemple), fondation d'une entreprise privée... Ces acteurs, en mettant en place le projet, ne cherchent pas leur propre intérêt mais l'intérêt collectif : en cela, le fait de concevoir un projet de développement agricole suppose un dysfonctionnement du marché, incapable par lui-même d'obtenir une allocation optimale des ressources garantissant l'intérêt collectif.

## Politiques de développement agricole en France
Le développement agricole a, depuis plus de cinquante ans, joué un rôle essentiel dans la modernisation de l’agriculture française.
Grâce à un financement assuré pour l’essentiel par la Politique agricole commune (PAC) par l'intermédiaire des agriculteurs, on peut le définir comme ayant été l’instrument de promotion collective de l’agriculture française.
Le développement agricole, institué par décret en 1959, avait lui-même succédé à la vulgarisation agricole, mise en place après la Seconde Guerre mondiale (1939-1945) et mise en œuvre par les services du Ministère de l’Agriculture.

### Au sortir de la Seconde Guerre mondiale
À la fin de la Seconde Guerre mondiale, l’agriculture française souffrait d’un grand retard et n’était pas en mesure de garantir l’alimentation de la population. Elle produisait seulement 7 millions de tonnes de blé en 1950 et la France était importateur, alors qu'aujourd’hui la production est de près de 40 millions de tonnes, dont plus de la moitié est exporté.
Pour améliorer la productivité et assurer la croissance de la production, les agriculteurs – et c’est ce qui leur était demandé ! – ont dû adopter rapidement les facteurs de progrès technique. Ainsi, le remplacement de la traction animale par la mécanisation allait bouleverser les processus de production et l’organisation du travail dans les exploitations. De même, la fertilisation et la sélection des plantes et des animaux, soutenues par les travaux de l’INRA – créé en 1946 – allaient permettre d’obtenir des gains de rendement très rapides. 
Dans ce contexte, la vulgarisation des progrès agricoles qui, depuis la fin du XIXe siècle, était en grande partie assurée par les professeurs départementaux d’agriculture et les fabricants d’engrais, devient donc une pièce essentielle pour encourager et accompagner le mouvement de modernisation de l’agriculture. Le Ministère de l’Agriculture étend et renforce alors son réseau de vulgarisation avec l’ambition de couvrir tout le territoire, allant au plus près des agriculteurs jusqu’à l’échelle du canton.
Pour ce faire, le Fonds National de Progrès Agricole (FNPA) est créé en 1947. Il fonctionne d’une part grâce à des taxes prélevées sur les livraisons de certains produits (blé, betteraves…) et d’autre part grâce au budget de l’État. Ce FNPA repose sur un consensus entre l’État et les responsables professionnels agricoles sur l’importance à accorder à l’amélioration des techniques de production.
Il s’agissait, pour la profession agricole, de se donner les moyens d’agir collectivement sur la base de principes mutualistes.
Les organisations professionnelles agricoles vont donc alors investir massivement dans la vulgarisation.
On peut citer les CETA (le premier CETA est créé en 1944 par B.POULAIN), l’INRA (créée en 1946), les villages-témoins (mis en place par l’AGPB en 1948 avec Étienne DAVID), les Chambres d’Agriculture (qui voient leur mission étendue au conseil par décret en 1954), les Instituts techniques (dont l’ITCF – l’un des parents d’ARVALIS – créé en 1959), sans oublier la JAC, véritable creuset intellectuel dans lequel les jeunes ont appris à traiter collectivement leurs problèmes et la recherche de solutions…

### Le statut de 1959 sur la vulgarisation agricole
Le décret du 11 avril 1959 prend acte de cette capacité d’organisation du milieu agricole. Il donne un cadre règlementaire aux différentes initiatives évoquées ci-dessus et reconnaît le rôle moteur des agriculteurs dans la diffusion du progrès.

### La loi de 1960 et la loi complémentaire de 1962
Mises en place par Edgard Pisani, ces lois étaient destinées à préparer l’agriculture française à entrer dans le marché commun européen. Elles ouvrent une nouvelle phase de la modernisation, mettant en avant le rôle de l’innovation et du progrès technique.
Il faudra cependant attendre le décret de 1966 pour que soit formalisée la politique de développement agricole qui prend le relais de la vulgarisation. Ce décret organise le partage des responsabilités entre l’État et la profession agricole et  met en place la cogestion. Il recentre le dispositif sur l’échelon départemental (SUAD, CDDA) et organise le niveau national avec la création de l’Association Nationale de Développement Agricole (ANDA) en 1966.

### La fin du temps des certitudes
Le temps des certitudes en matière de modernisation et pour le développement agricole qui l’accompagne, s’achève brutalement en 1974 avec le 1er choc pétrolier. Ébranlé dans ses certitudes quant aux voies de progrès à emprunter, le dispositif de développement se trouve également confronté à une sérieuse crise financière…
C’est dans ce contexte que Jacques POLY lance en 1978 sa formule (prémonitoire ?) d’une agriculture plus économe et plus autonome.
Le développement agricole élargit sa pensée. Les principales étapes sont le RNED (1980), les états généraux du développement agricole (1982), le décret sur le développement agricole (1986)… pour aboutir à la loi d’orientation agricole de 1999 qui a reconnu d’intérêt général le développement agricole et maintenu le partenariat État-Profession.
Cependant, confrontée à une grave crise politique, l’ANDA a disparu en 2002. L’ADAR, qui lui a succédé en 2003, n’a duré que l’espace d’un matin pour être remplacée par le CAS- DAR (compte d’affectation spéciale pour le développement agricole et rural), mais il semble bien que le système ait à nouveau des ratés (Cf dernier rapport de la Cour des Comptes…).

### Et pour demain?
Depuis cinquante ans, le développement agricole a été amené à s’adapter pour faire face à de nouveaux enjeux, mais aujourd’hui, les nouvelles générations sont-elles toujours porteuses des valeurs de solidarité qui ont été l’un des fondements du système de mutualisation du développement ?
Le système français est en effet un système mutualisé, financé par l’agriculture professionnelle, mais s’appuyant sur l’État pour collecter la ressource et faire reconnaître sa mission de service public. 
Ce système était bien adapté à une période où la solidarité professionnelle ne posait pas de problèmes particuliers dans la mesure où  la fonction essentielle de l’agriculture était de produire et où les agriculteurs n’étaient pas en situation de concurrence.
Aujourd’hui, tel n’est plus le cas.
Innover, créer un marché, occuper un créneau porteur constituent des avantages concurrentiels (ou compétitifs) vitaux pour une part toujours plus grande d’exploitations agricoles. Dans ces conditions, il devient moins évident de s’inscrire dans un principe de solidarité, voire de mutualiser les connaissances et les savoirs.
Par contre, – et c’est là que l’on peut trouver quelques raisons d’espérer – les approches environnementales et territoriales devraient redonner une place de choix au développement agricole, pour lequel la moindre des tâches ne sera pas de construire ou de reconstruire des liens entre le monde agricole et le reste de la société.
La nouvelle loi d’orientation agricole a d’ailleurs confirmé qu’au-delà du rôle non contesté aux agriculteurs d’être les « pères nourriciers » de la nation, elle  leur reconnaissait aussi et leur confiait des missions à caractère territorial et environnemental.